# T-hjälparcell
T-hjälparceller, CD4+ T-celler, är en typ av T-lymfocyter som ingår i en del av det specifika immunförsvaret. T-hjälparceller cirkulerar i kroppens lymfoida organ och kommunicerar bland annat med antigenpresenterande celler, exempelvis dendritceller. Dendritceller har på sin yta proteinkomplex vid namn MHC klass 2, vars funktion är att på cellens yta visa upp smådelar av proteiner som cellen samlat upp från sin omgivning.
T-hjälparcellerna har på sin yta receptorer, som binder specifikt till olika proteinfragment. När en T-hjälparcells receptorer binder till ett proteinfragment, som en antigenpresenterande cell visar upp på sin yta, aktiveras T-cellen. 
Denna aktivering startar en rad olika processer. T-cellen börjar producera cytokiner. Dessutom aktiverar T-hjälparcellen B-celler och makrofager. T-hjälparcellen går även in i cellcykeln, vilket gör att den delar sig. Resultatet blir en uppsjö av identiska celler "programmerade "till samma uppgift; att aktivera immunförsvaret till att reagera mot just det antigen, det proteinfragment, som dendritcellen visade upp. 
Viruset HIV infekterar T-hjälparceller. 

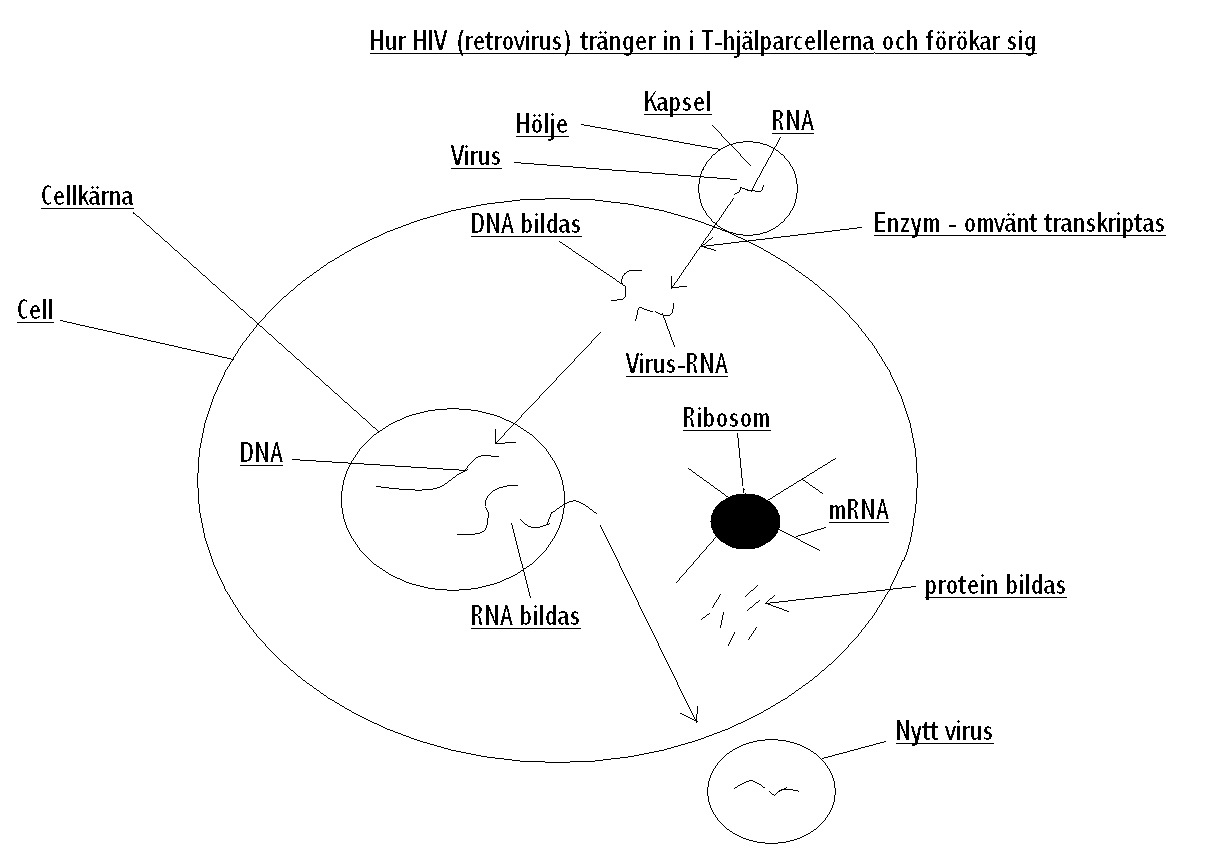
Hur hiv tränger in i T-hjälparcellerna och förökar sig